# 倭国造
倭国造（やまとのくにのみやつこ・やまとこくぞう）は、後世の大倭国（大和国）中央部にあたる領域を支配した国造。大倭国造や大和国造とも表記される。

## 概要

### 表記
『古事記』、『日本書紀』では倭国造、『先代旧事本紀』「国造本紀」では大倭国造と表記される。

### 祖先
- 『古事記』では若御毛沼命が吉備国の高嶋宮を出発した後、速吸門[注釈 1]で出会い、水先案内や献策などを行った国津神の槁根津日子を倭国造に任命したとされる。
- 『日本書紀』では日向を出発してすぐに出会った椎根津彦（珍彦）が、神武東征の功により、神武天皇2年に初めて倭国造に任じられたという。
- 『先代旧事本紀』「国造本紀」では大倭国で出会い、水先案内を行った彦火々出見尊の孫・椎根津彦命が後に大倭国造に任命されたと伝わる。

### 氏族
倭氏（やまとうじ、姓は直）で、国名の変遷とともに氏族名も変わった（大倭氏/おおやまとうじ・大養徳氏・大和氏など）。天武天皇10年（681年）に倭竜麻呂が連姓に、12年に一族が連に、14年に忌寸姓に、さらに奈良時代には大和長岡と水守が宿禰に昇格した。その遠祖・椎根津彦は伝承によれば彦火火出見命の子孫とされる。後裔に久比岐国造や青海氏、明石国造などがある。
なお、和氏は百済の国王・武寧王の子孫なので、別系統である。

## 本拠
穴磯邑大市長岡岬（大和神社旧社地）か。

### 支配領域
国造の支配領域は当時倭国と呼ばれていた地域で、後の大和国城下郡大和郷、現在の奈良県天理市周辺にあたる。6～7世紀には磯城・十市地方（奈良盆地東部）も支配していたという。

## 氏神
- 大和坐大国魂神社（やまとにますおおくにたまじんじゃ、大和神社）
あるいは、大和大国魂神社。斎主だった皇女渟名城入姫は、髪が落ち体は痩せて祭祀を続けることができなくなり、崇神天皇7年（紀元前91年）に倭迹迹日百襲媛命が夢で「市磯長尾市をもって、倭大国魂神を祭る主とせば、必ず天下太平ぎなむ」との神託を受け、垂仁朝に市磯長尾市が倭大国魂神を祭って創建された。

### 墓
- 中山大塚古墳
古墳時代初頭に築造された前方後円墳で、その被葬者として御物宿禰が想定される。
- 波多子塚古墳
古墳時代前期に築造された前方後方墳で、その被葬者として市磯長尾市が想定される。
- 下池山古墳
古墳時代前期に築造された前方後方墳で、その被葬者として五十野宿禰が想定される。

## 人物
- 御物宿禰（みもののすくね）
古墳時代の人物で崇神朝の国造。椎根津彦の5世孫。
- 市磯長尾市（いちしのながおち）
古墳時代の人物で垂仁朝の国造。
- 倭吾子籠（やまとのあごこ）
古墳時代の人物で仁徳朝から雄略朝の国造。皇位継承争いに絡んで履中天皇に殺されかけたが、妹の日之媛を釆女として献上したことによって助命された。以後、倭氏は大王家に釆女を献上することが恒例になった。
- 手彦直（てひこのあたい）
古墳時代の将軍で、欽明朝の国造。対新羅戦で活躍した。

## 子孫
- 大倭五百足
- 大和長岡
奈良時代の法律家。『養老律令』撰定に関与した。初名は大倭忌寸小東人。のち大倭宿禰、大養徳宿禰、再び大倭宿禰を経て、大和宿禰長岡。刑部少輔、民部大輔兼坤宮大忠、摂津亮・三河守・河内守、西海道巡察使次官、左京大夫。大和國造、正四位下。刪定律令編纂。
- 大和舘子
仁明朝の掌侍。朝臣姓を賜う。のち典侍・従四位上。